# 增若站
增若站（：／ Jeungyak yeok */?）曾为韩国铁路京釜线上的一个车站，位于细川站和沃川站之间，目前已废止。

## 历史
- 1956年2月21日：开始使用。
- 1974年8月15日：停用本站。